# Jahnstadion Regensburg (2015)
Das Jahnstadion Regensburg ist ein Fußballstadion in Regensburg, das 15.210 Zuschauer fasst und ab der Saison 2015/16 das alte Jahnstadion von 1926 als Heimat des Fußballvereins SSV Jahn Regensburg ersetzte. Neben der Geschäftsstelle des Jahn sind der Bayerische Fußball-Verband mit seiner Geschäftsstelle des Bezirks Oberpfalz sowie das FIFA Medical Centre Regensburg Mieter im Funktionsgebäude des Stadions.

## Lage und Verkehrsanbindung

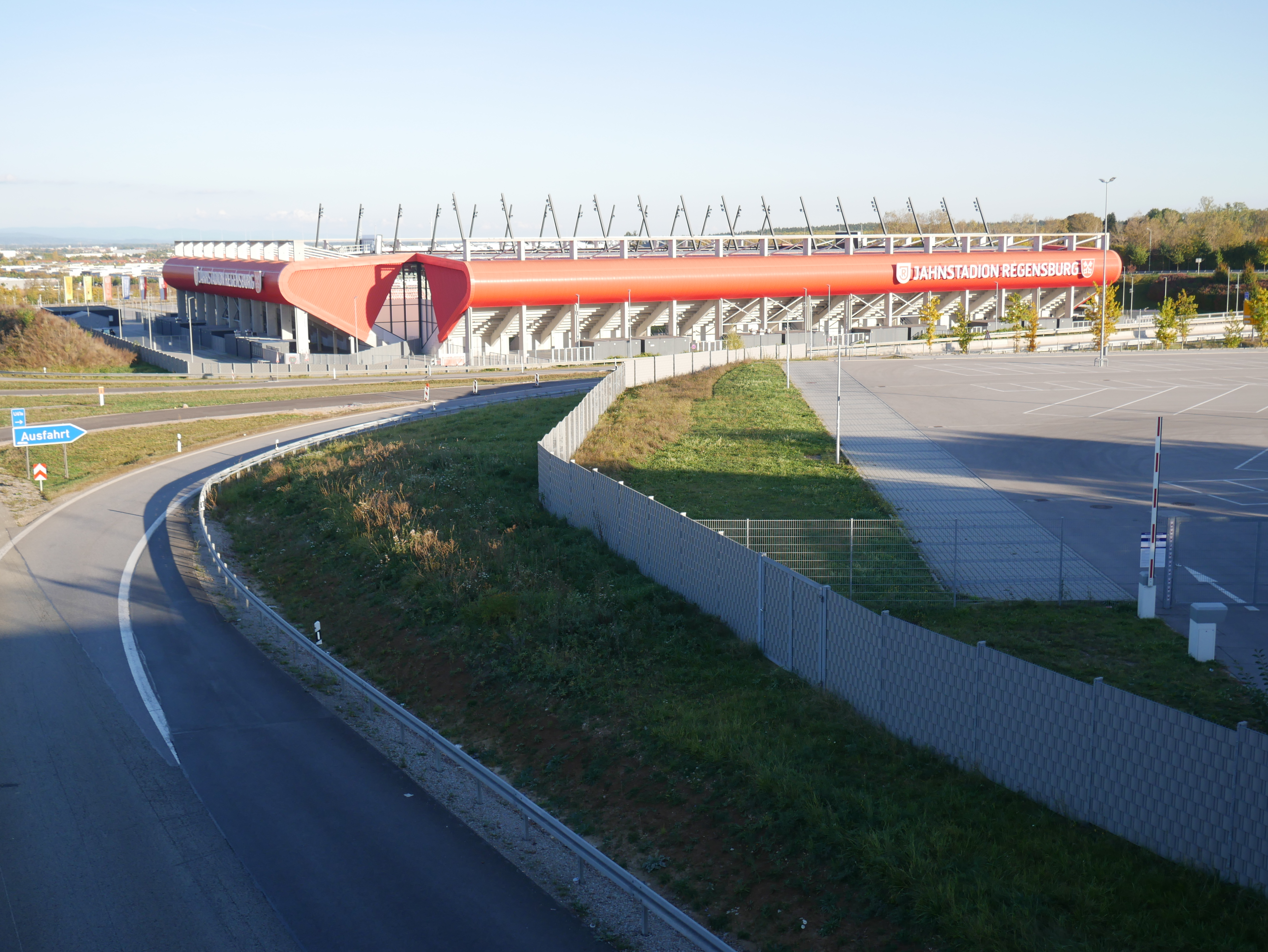
Das Stadion befindet sich direkt südlich der A 3.

Das Stadion befindet sich im Süden Regensburgs an der Franz-Josef-Strauß-Allee im Stadtteil Oberisling, direkt an der Anschlussstelle Regensburg-Universität der A 3 und in unmittelbarer Nähe zur Universität und zum Universitätsklinikum, deren Parkplätze kostenlos genutzt werden können. Für Pkw stehen zusätzlich rund 1800 Parkplätze direkt an der Arena kostenpflichtig zur Verfügung. Durch die Linien 3 und 5 des RVV (Haltestelle Arena Regensburg) ist das Stadion im Netz des ÖPNV angeschlossen. An Spieltagen pendeln zusätzliche Shuttlebusse vom Regensburger Hauptbahnhof mit der Linie F direkt zur Arena.

## Charakteristika des Stadions

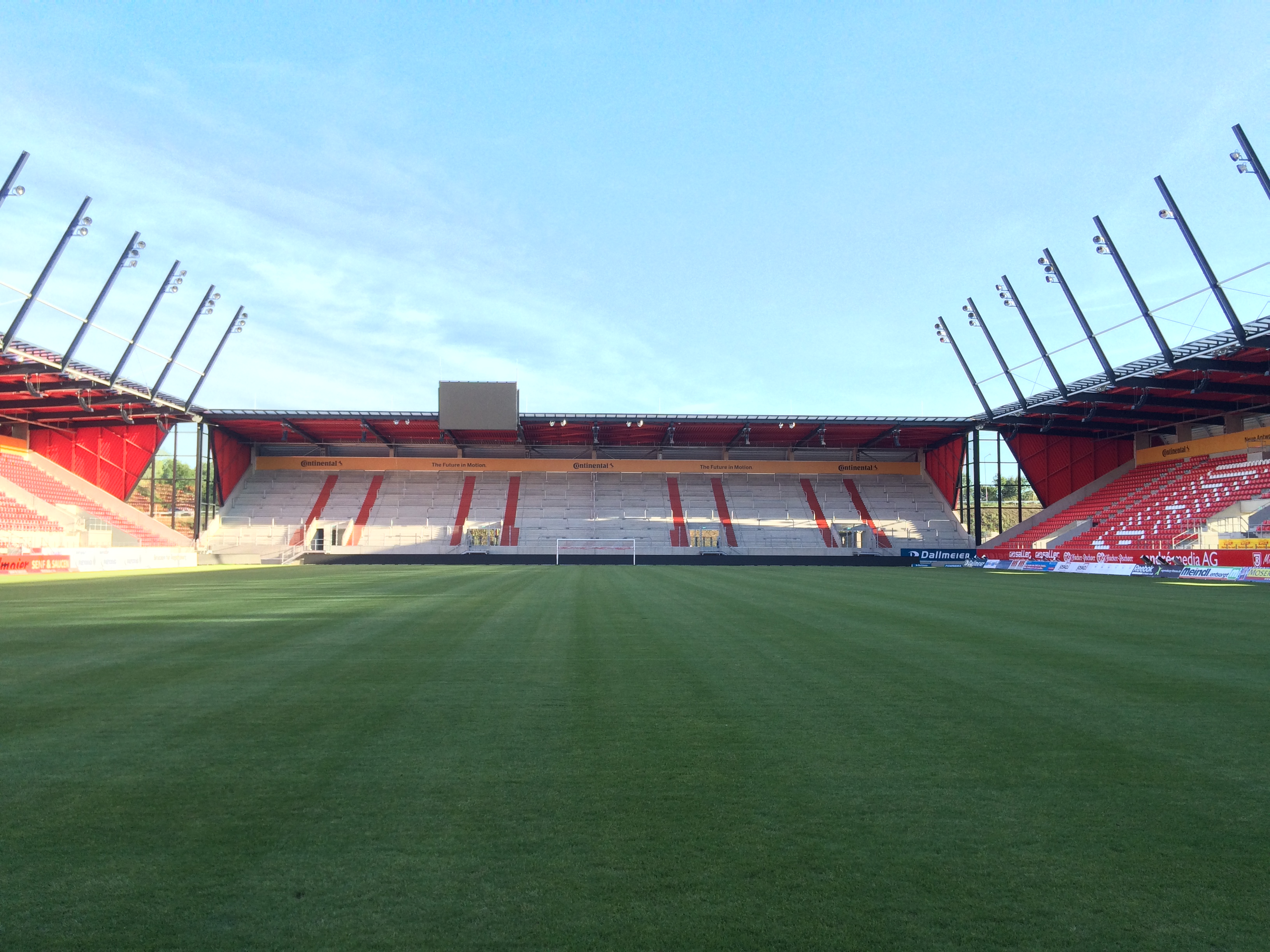
Die Heimtribüne der Fans (Südtribüne) fasst über 5000 Zuschauer.

Das Stadion hat eine Kapazität von 15.210 überdachten Zuschauerplätzen. Diese Zahl setzt sich aus 6148 Steh- (5264 davon für die Heimfans auf der Hans-Jakob-Tribüne) und 9062 Sitzplätzen zusammen, wovon wiederum 1053 auf den Businessbereich entfallen. Zudem gibt es 35 Plätze für Rollstuhlfahrer sowie 24 Kommentatoren- und 28 Presseplätze. Das Stadion wurde in Nord-Süd-Richtung erbaut. Die Haupttribüne mit den V.I.P.-Logen, dem Businessclub, der Pressetribüne und den Umkleidekabinen befindet sich im Osten. Die Heimfans stehen auf der Hans-Jakob-Tribüne im Süden hinter dem Tor, benannt nach dem Regensburger Ausnahmespieler Hans Jakob. Auf der westlichen Seite der Nordtribüne finden die Gästefans 884 Steh- und 919 Sitzplätze. Bei Bedarf ist die Möglichkeit einer Erweiterung der Arena auf 18.000 Plätze eingeplant.
Das von Stefan Nixdorf (unter anderem auch verantwortlich für die Neubauten in Aachen und Chemnitz) entworfene Stadion erhielt ein rotes Dach und eine rote Außenfassade, nach den Farben der Stadt und des SSV Jahn Regensburg, wogegen der weitere Bau überwiegend in Weiß gehalten wurde.

## Geschichte

### Bauplanung und Vorarbeiten
Für die Projektsteuerung wählte der Bauausschuss des Stadtrates im Mai 2012 die gemeinsame Bewerbung des Beratungsunternehmens Ernst & Young Real Estate GmbH aus Stuttgart und des Architekturbüros Albert Speer & Partner (AS&P) aus Frankfurt am Main aus. Sie begleiteten den Stadionbau von der Planung bis zur Fertigstellung.
Anfang Oktober 2012 begannen auf dem Gelände an der Franz-Josef-Strauß-Allee die Rodungsarbeiten. Es folgten archäologische Untersuchungen für mögliche Ausgrabungen, da sich dort Siedlungen aus der römischen Kaiserzeit und des Frühmittelalters befinden. Mitte Dezember 2012 gab die Stadt Regensburg einen Katalog mit den Anforderungen der Stadt sowie des DFB und der DFL an das neue Stadion heraus und startete damit die Angebotsphase. Die fünf Baufirmen, die in einer Vorauswahl übrig blieben, hatten bis Anfang März 2013 Zeit, um Angebote zur Planung und Bau der Arena einzureichen. Ende April 2013 gab es eine Zusammenkunft des Baugremiums, um die eingegangenen Pläne zu prüfen. Besonderes Augenmerk wurde auf das Flutlicht gelegt, damit der Verkehr auf der angrenzenden Autobahn A3 während des Spielbetriebes nicht gestört wird.
Am 8. Juli 2013 rückten die Baumaschinen zur Erschließung des Geländes an. Für diese Arbeiten beauftragte der Stadtrat nach einer Ausschreibung das ortsansässige Unternehmen Stratebau. Zu den Hauptaufgaben gehörten die Anbindung an die Franz-Josef-Strauß-Allee, die Neuordnung der Kanalisation und die Modellierung des Geländes. Insgesamt wurden rund 250.000 Kubikmeter Erdboden bewegt. In einer nicht-öffentlichen Sitzung entschied der Regensburger Stadtrat am 25. Juli 2013, dass das Düsseldorfer Bauunternehmen BAM Sports GmbH den Zuschlag für die Errichtung der Arena erhält.

### Bau
Der insgesamt 35 Aktenordner umfassende Bauantrag wurde am 28. November 2013 offiziell an das Bauordnungsamt der Stadt übergeben. Am 7. Januar 2014 begannen die Stadionbauarbeiten. Offiziell wurde der erste (symbolische) Spatenstich rund drei Wochen später am 30. Januar durchgeführt. Dabei griffen neben Oberbürgermeister Hans Schaidinger (CSU) auch Axel Eichholtz (Geschäftsführer BAM Sports GmbH) sowie Karl Eckert und Peter Preß (Geschäftsführer des Regiebetriebs Arena Regensburg) zum Spaten. Zu den weiteren Gästen zählten Vertreter von Jahn Regensburg und dem Bayerischen Fußball-Verband. 

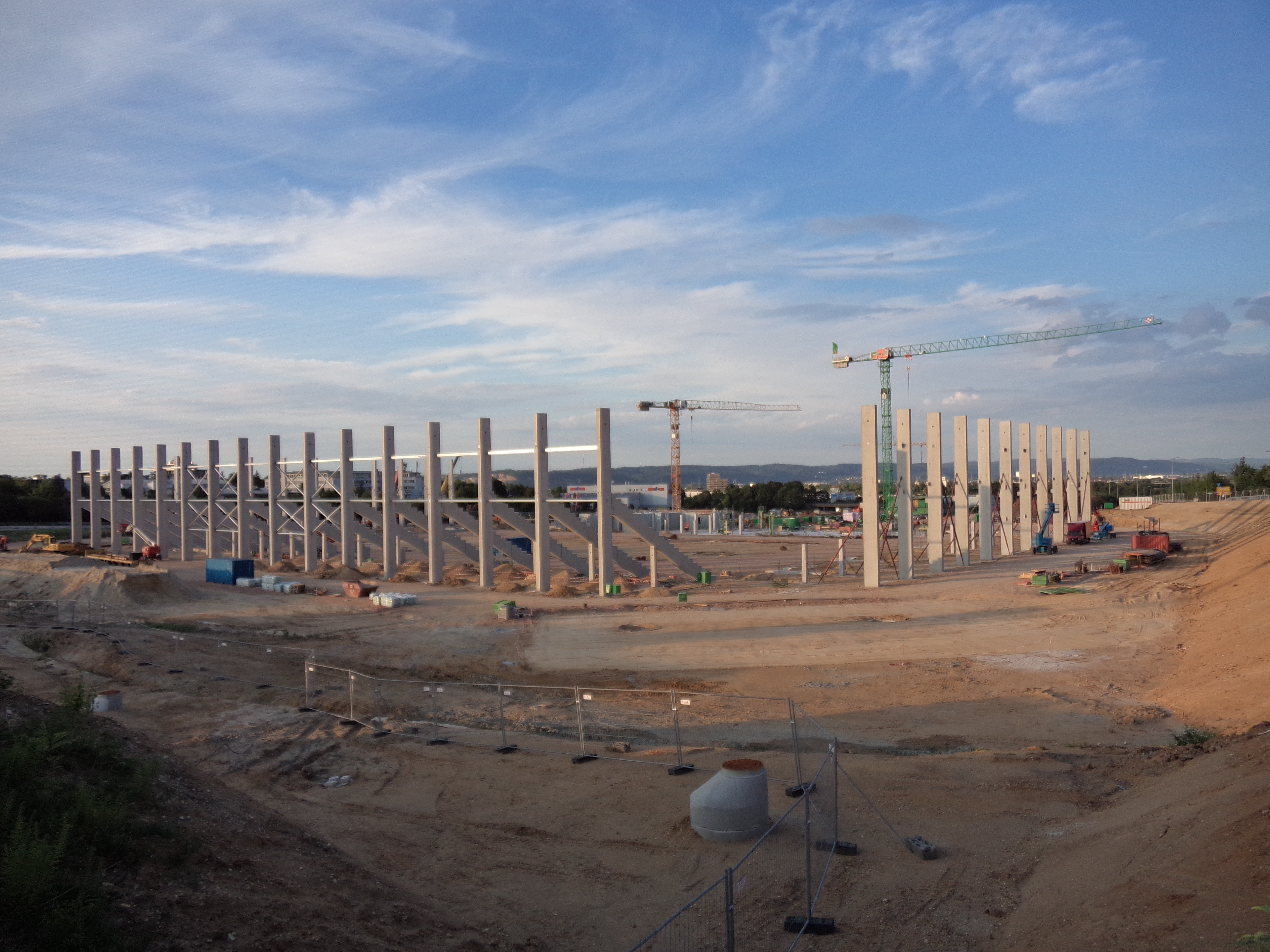
Die Baustelle im Juni 2014

In einer feierlichen Zeremonie vor rund 200 Gästen fand am 7. März 2014 die Grundsteinlegung für den Neubau statt. Neben Bauplänen und einer aktuellen Tageszeitung wurde ein signiertes Trikot des SSV Jahn mit in die Zeitkapsel gegeben und eingemauert. Zu einem möglichen Namenssponsor für das neue Stadion wollte Oberbürgermeister Schaidinger nichts sagen, die Verhandlungen darüber seien aber weit fortgeschritten.
Am 4. Juni 2014 begann die nächste Phase des Stadionbaus. Nachdem die Fundamente für die Tribünen gegossen wurden, wurde mit dem Hochbau begonnen. Die ersten Betonfertigteile, sechs von insgesamt 44 Tribünenstützen mit je einem Gewicht von etwa 30 Tonnen und einer Höhe von 18 Meter, wurden auf den Bewehrungsstahl des Fundaments mit Schwerlastkränen aufgesetzt. Täglich sollten acht der Stützen hinzukommen. Alles in allem wurden im Neubau 1300 Fertigteile aus Beton mit einem Gesamtgewicht von 13.000 Tonnen verbaut.
Am 1. Juli 2014 gab es die erste Baustellenführung. Auch der neue Oberbürgermeister Joachim Wolbergs (SPD) war unter der kleinen Gruppe geladener Gäste, die über das Gelände geführt wurde. Ab dem 7. Juli konnten Interessierte nach Anmeldung die Baustelle der neuen Fußballarena wöchentlich in einer Führung besichtigen. Die Einnahmen kamen dem geplanten Nachwuchsleistungszentrum Jahnschmiede zu.

### Eröffnung und Spielbetrieb
Zu einem ersten Testlauf traf der SSV Jahn am 7. Juli 2015 vor 4200 Zuschauern auf eine vom Bayerischen Fußball-Verband gestellte Auswahl von Amateurspielern aus Ostbayern. Die Hausherren unterlagen der Ostbayernauswahl mit 1:2. Das erste Tor auf Seiten der Jahnelf machte Uwe Hesse, der bereits das letzte Tor im alten Jahnstadion geschossen hatte. Am 10. Juli 2015 fand schließlich das offizielle Eröffnungsspiel gegen den Europapokal-Teilnehmer FC Augsburg statt, das die von Ex-Jahntrainer Markus Weinzierl trainierten Gäste vor 14.780 Zuschauern mit 3:1 gewannen.
Die Feierlichkeiten zur Stadioneröffnung fanden am 18. Juli 2015 statt, am Tag darauf konnten die Besucher die neue Heimat des SSV Jahn beim Tag der offenen Tür erkunden. Insgesamt kamen zur offiziellen Eröffnung mehrere tausend Besucher.

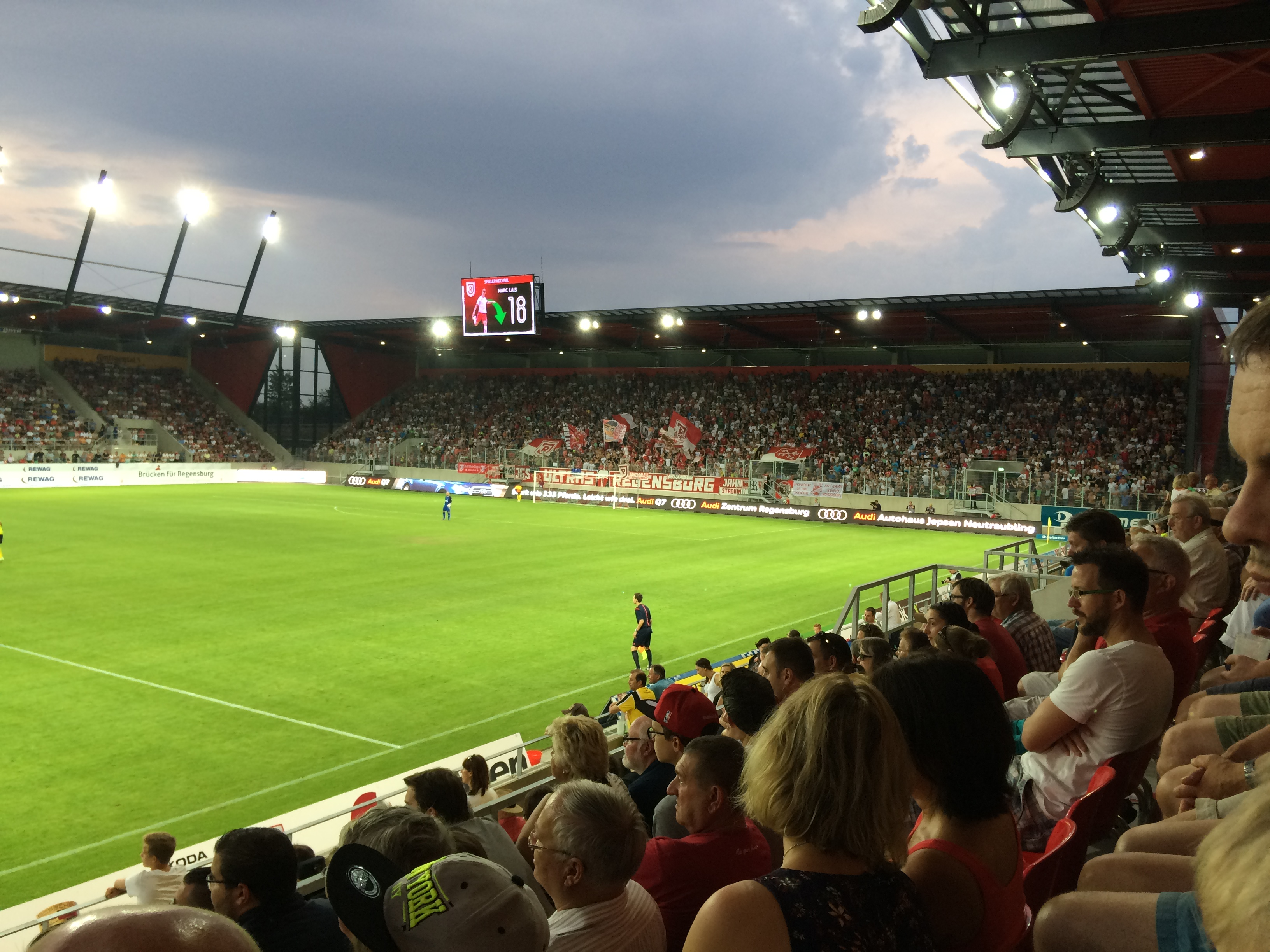
Das Oberpfalzderby am 14. August 2015 sahen 12.689 Zuschauer – zwischenzeitlich neuer Zuschauerrekord in der Regionalliga Bayern.

Nach dem Abstieg aus der 3. Liga begann der Pflichtspielbetrieb für den SSV Jahn im neuen Stadion in der Regionalliga-Saison 2015/16 am 16. Juli 2015 mit einem 3:2-Heimsieg gegen Viktoria Aschaffenburg vor 7800 Zuschauern. Das Liga-Heimspiel im Oberpfalzderby gegen den FC Amberg (4:3) am 14. August 2015 besuchten 12.689 Zuschauer, was einen neuen Zuschauerrekord der Regionalliga Bayern bedeutete. In einem Freundschaftsspiel gegen Bayern München am 3. September 2015, welches der Jahn mit 3:1 für sich entscheiden konnte, war das Stadion mit 15.224 Zuschauern erstmals komplett ausverkauft. Im Heimspiel gegen die zweite Mannschaft des FC Bayern (1:1) am 9. Oktober 2015 war es das erste Mal in einem Pflichtspiel ausverkauft, was den Zuschauerrekord der Regionalliga Bayern erneut brach. Das Stadion war im Verlauf des ersten halben Jahres Spielstätte weiterer größeren Veranstaltungen. So fand am 9. November 2015 vor 12.200 Zuschauern der Paulaner Cup statt, den Bayern München mit 6:1 gegen die Paulaner Traumelf, eine weltweit zusammengestellte Amateur-Auswahl, gewann.
In der Zweitliga-Saison 2017/18 verringerte sich die Sitzplatz-Kapazität aufgrund kleinerer Umbauarbeiten von 15.224 um 14 Plätze auf 15.210 Zuschauer.

### Länderspiele
Das erste Länderspiel im neuen Regensburger Stadion fand am 13. November 2015 statt, als die deutsche U21-Nationalmannschaft vor 8922 Zuschauern in der EM-Qualifikation Aserbaidschan mit 3:1 schlug.
Am 13. Juli 2016 sollte ein Länderspiel der deutschen Frauen zur Vorbereitung auf die Olympischen Sommerspiele in Regensburg stattfinden. Es wurde aber kurzfristig kein Ersatz für den ursprünglichen Gegner gefunden, sodass das Spiel auf einen späteren Zeitpunkt verschoben wurde. Das abgesagte Länderspiel wurde am 22. Oktober 2016 nachgeholt. Der neue Gegner war die österreichische Fußballnationalmannschaft. Es war das erste Heimspiel unter der neuen Trainerin Steffi Jones und die erste Partie gegen das Nachbarland. Die deutschen Frauen besiegten vor 9459 Zuschauern die Österreicherinnen mit 4:2 (2:0). Nach der Halbzeit glichen die Gäste aus, bevor Deutschland in der letzten Viertelstunde noch zwei Tore erzielen konnte. Am 30. Mai 2019 absolvierte die deutsche Frauennationalmannschaft gegen Chile (2:0) ihr letztes Testspiel vor der Weltmeisterschaft in der Regensburger Arena. Die Tore erzielten Alexandra Popp (29. Minute) und Carolin Simon (45+2. Minute). Mit 10.135 Besuchern war es zudem das erste Länderspiel in der Arena, das vor mehr als 10.000 Zuschauern stattfand.
| Datum         | Heimmannschaft            | Gastmannschaft              | Ergebnis  | Anlass                    | Zuschauer |
| ------------- | ------------------------- | --------------------------- | --------- | ------------------------- | --------- |
| 13. Nov. 2015 | Deutschland (U-21-Männer) | Aserbaidschan (U-21-Männer) | 3:1 (2:1) | Qualifikation zur EM 2017 | .008922   |
| 22. Okt. 2016 | Deutschland (Frauen)      | Österreich (Frauen)         | 4:2 (2:0) | Freundschaftsspiel        | .009459   |
| 30. Mai 2019  | Deutschland (Frauen)      | Chile (Frauen)              | 2:0 (2:0) | Freundschaftsspiel        | 010.135   |

### Name

Wortmarke von Januar bis Juni 2020

Das Stadion trug zunächst den Projektnamen Arena Regensburg. Zum 1. Januar 2015 wurde der Automobilzulieferer Continental bis zum 31. Dezember 2019 Namenssponsor, sodass das Stadion unter dem Namen Continental Arena eröffnet wurde. Der Automobilzulieferer zahlte der Stadt dafür eine Million Euro für fünf Jahre. Ende November 2019 entschied sich das Unternehmen, einen bereits unterschriftsreif ausgehandelten Vertrag mit der Stadt zur Verlängerung des Sponsorvereinbarung bis 2025 doch nicht zu unterschreiben. Als Grund nannte Continental die „derzeitigen Herausforderungen in der Automobilindustrie“. Übergangsweise trug das Stadion seit dem 1. Januar 2020 zunächst wieder den Projektnamen Arena Regensburg. Am 7. Januar 2020 wurde der Schriftzug Continental Arena vom Stadion entfernt.
Am 21. Februar 2020 wurde bekannt, dass der neue Stadionname im Rahmen einer Online-Abstimmung festgelegt werden sollte, die Anfang März 2020 stattfand. Vier Namen standen zur Wahl: Ostbayern Stadion, Jahnstadion Ostbayern, Jahnstadion Regensburg und der bisherige Übergangssname Arena Regensburg, womit das Stadion einen wettbewerbsneutralen und identifikationsfördernden Namen erhalten sollte. Etwa 78 Prozent der über 27.000 Teilnehmer stimmten für Jahnstadion Regensburg, sodass dies seit dem 1. Juli 2020 der Name des Stadions ist. Der Name ist angelehnt an das Jahnstadion, in dem der SSV vor dem Umzug spielte. Für die Namensrechte und weitere Vermarktungsmöglichkeiten im Stadion zahlt der SSV Jahn Regensburg der Stadt je nach Spielklasse 250.000 (2. Bundesliga), 125.000 (3. Liga oder tiefer) oder 500.000 Euro (Bundesliga) pro Saison. Der Vertrag läuft bis zum 30. Juni 2025 und enthält eine Option zur Verlängerung um 5 bzw. 10 Jahre, sofern sich die Parteien über eine angemessene wirtschaftliche Anpassung des Betrages für die 2. Bundesliga (nach 5 Jahren) bzw. des dann gültigen Betrags (nach 10 Jahren) einigen.

## Kosten
Für die Finanzierung war der Betreiber, die Regensburger Badebetriebe GmbH (RBB) verantwortlich, die unter anderem auch die Donau-Arena und das Regensburger Westbad betreiben. Das Gesamtprojekt Arena Regensburg umfasste 52,7 Millionen Euro, wovon das Stadion selbst inklusive des Funktionsgebäudes 27,5 Millionen Euro gekostet hat. Die restlichen 25,2 Millionen Euro flossen in die innere Erschließung wie Parkplätze (17 Millionen Euro), sowie in Kanalherstellungs- und Erschließungsbeiträge mit ca. neun Millionen Euro. Unter die 52,7 Millionen Euro fielen auch die Bauzins- und Personalkosten von 2,4 Millionen Euro, die Beratung (1,2 Millionen Euro) und die Geschäftsstelle (0,7 Millionen Euro).
Ein Teil der Kosten soll durch die Vermietung der Business-Bereiche für Veranstaltungen außerhalb von Spieltagen und den Verkauf des Namensrechtes am Stadion refinanziert werden.
Zu Beginn der Planungen im Jahr 2011 war von einem jährlichen Defizit von 0,5 Millionen Euro die Rede. Während der Bauzeit, Ende 2014, prognostizierte man für das erste volle Geschäftsjahr (2016) ein Defizit von 3 Millionen Euro. Mitte 2016 rechnete die Stadt Regensburg mittelfristig mit einem jährlichen Defizit von 1,5 bis 2,5 Millionen Euro. Der tatsächliche Verlust 2016 betrug 3,4 Millionen Euro. 2017 betrug das Defizit ca. 3,16 Millionen Euro. Für 2018 wurde mit einem Minus von 3,99 Millionen Euro gerechnet. Nach einem Pressebericht aus der Mittelbayerischen Zeitung vom 23. November 2024 wurde für das Jahr 2023 ein Verlust von 2,3 Millionen Euro festgestellt; für 2024 wird mit 2,8 Mio. gerechnet; die Prognose für 2025 beträgt 3,05 Mio.
2015 wurde der Stadionneubau im Schwarzbuch des Bundes der Steuerzahler angeprangert. Der SSV Jahn Regensburg war zum Ende der Saison 2014/15 zwischenzeitlich in die viertklassige Regionalliga abgestiegen und der Bund der Steuerzahler hielt die Kosten von rund 52 Millionen Euro für einen Viertligisten für nicht gerechtfertigt.

## Nutzung und Veranstaltungen
Neben der Verwendung als Fußballspielort wird das Stadion auch für Veranstaltungen genutzt. So können die Räumlichkeiten des Stadions unter anderem für Tagungen, Mitarbeiterschulungen, Messen oder Betriebsfeste gebucht werden. Hierfür stehen zwei Businessclubs mit Panoramablick ins Stadion zur Verfügung, die Platz für 700 und 260 Personen bieten. Zudem befinden sich in der Arena vier Logen mit einer Fläche zwischen 25 und 60 m², die ebenfalls für Veranstaltungen gebucht werden können.
Am 20. Januar 2020 konnte der Betriebsleiter der Arena, Sebastian Graf, den millionsten Besucher in der Sport- und Veranstaltungsstätte begrüßen. Er hatte an einer Veranstaltung im Business Communication Center teilgenommen. Seit der Eröffnung im Juli 2015 fanden im Veranstaltungsbereich der Arena Regensburg insgesamt 1.253 so genannte Drittveranstaltungen mit insgesamt rund 141.000 Besuchern statt. Zusammen mit den Zuschauern aus den Heimspielen des SSV Jahn und den weiteren Partien wurde die Marke übertroffen.

## Galerie

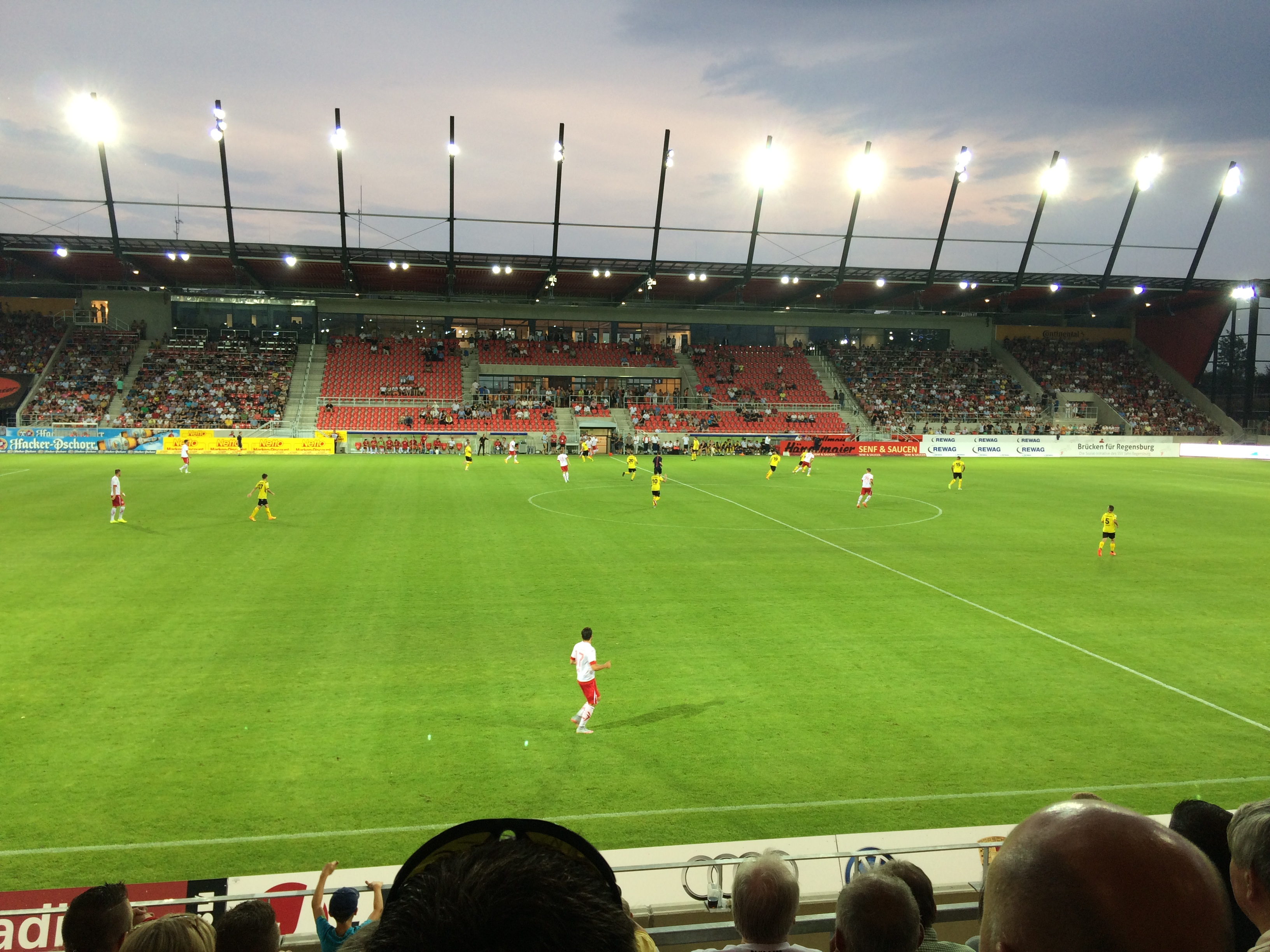
Haupttribüne (SSV Jahn Regensburg gegen den FC Amberg, 14. August 2015)
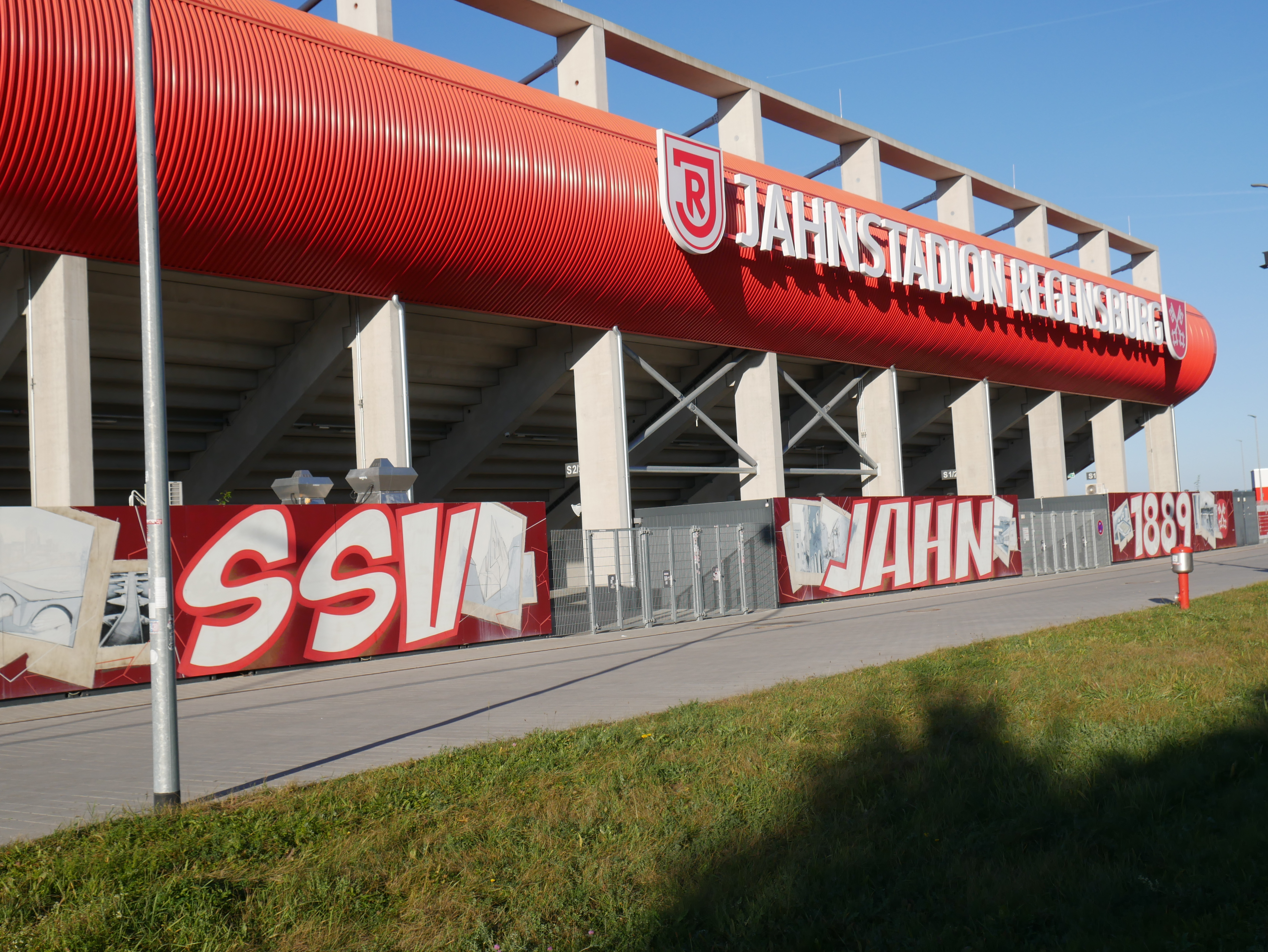
Das gesprühte Kunstwerk hinter der Hans-Jakob-Tribüne (Oktober 2021)
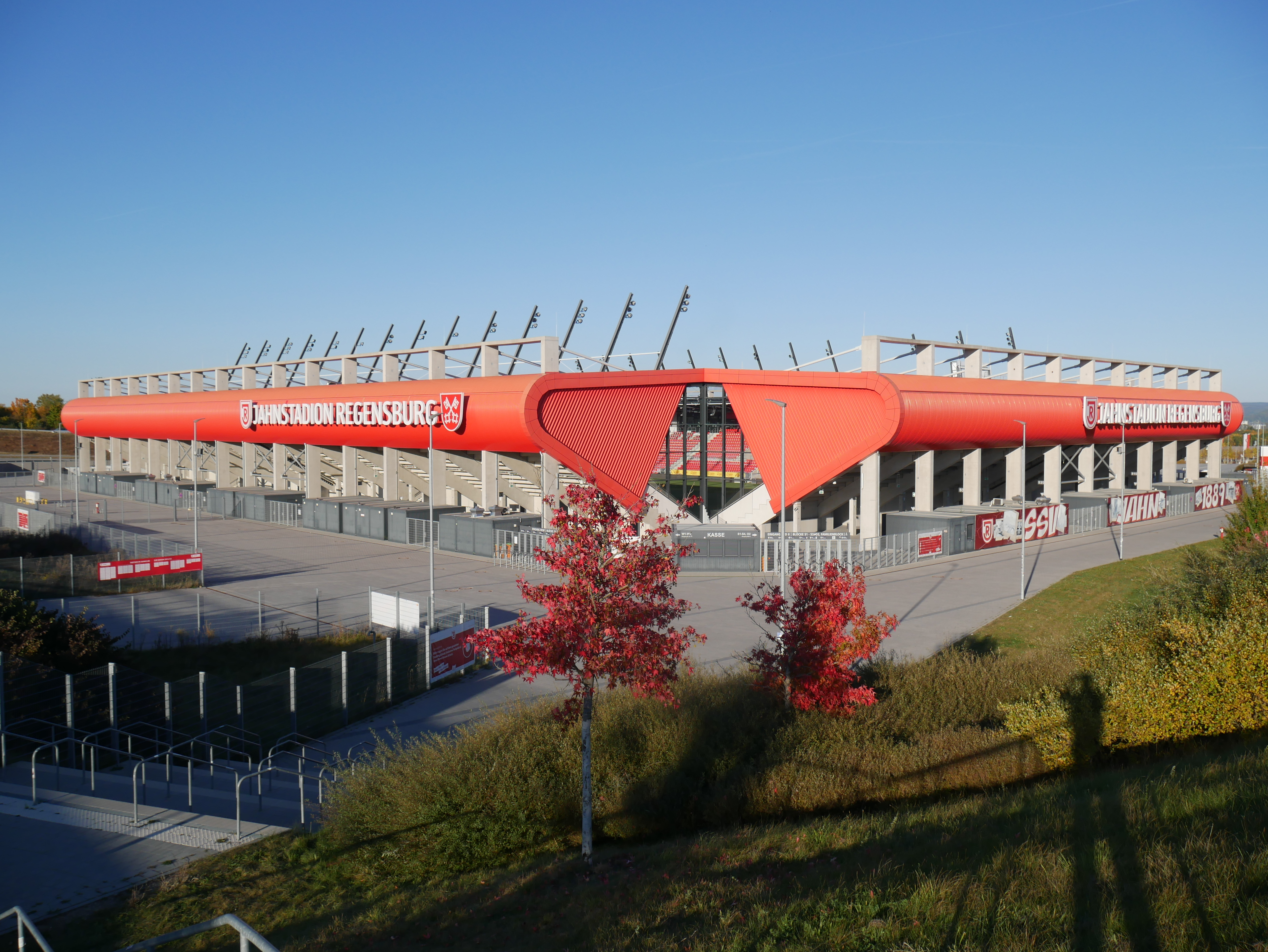
Sicht auf das Stadion von Südwesten (Oktober 2021)
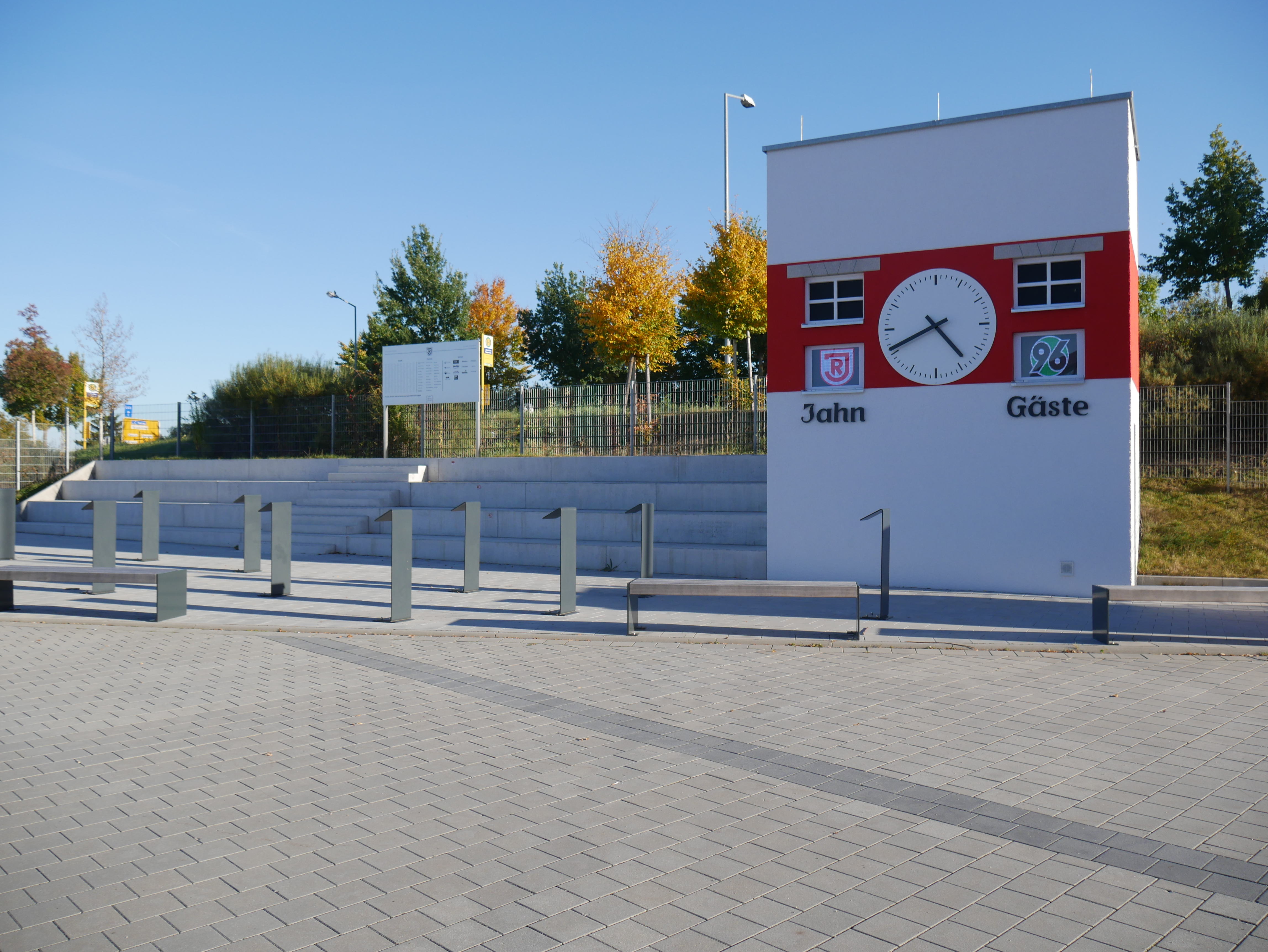
Der Neubau des Jahnturms aus dem alten Stadion fungiert als Treffpunkt vor dem Spiel (Oktober 2021).